# Szilassi-poliéder
A Szilassi-poliéder egy konkáv poliéder hét hatszögletű lappal. A tetraéder mellett az egyetlen olyan ismert poliéder, amelyre teljesül, hogy bármely két lapjának van közös éle. Nevét Szilassi Lajos magyar matematikusról kapta, aki 1977-ben alkotta meg.
| Szilassi-poliéder     | Szilassi-poliéder |
| --------------------- | ----------------- |
| Szilassi-poliéder     |                   |
| Típus                 |                   |
| Lapok                 | 7 hatszög         |
| Élek                  | 21                |
| Csúcsok               | 14                |
| Euler-karakterisztika | 0                 |
| Génusz                | 1                 |
| Csúcskonfiguráció     | 6.6.6             |
| Szimmetriacsoport     | ?                 |
| Duális                | Császár-féle test |
| Tulajdonságok         | Konkáv            |

Tengelyesen szimmetrikus, a szimmetria kétfogásos: egybevágó lappárjai vannak, és a hetedik lapnak ugyanaz a forgásszimmetriája, mint a testnek. Topológiailag egy tórusznak felel meg, 14 csúcsával és 21 élével a Heawood-gráf beágyazása a tórusz felszínébe.
Ha az f lapú poliéderen h lyuk van, akkor az Euler-karakterisztikával számolva: {\displaystyle h={\frac {(f-4)(f-3)}{12}}}. Ez az egyenlet csak akkor elégíthető ki, ha f kongruens 0, 3, 4 vagy 7 modulo 12. h = 0 és f = 4 mellett a tetraédert, h = 1 és f = 7 mellett a Szilassi-poliédert kapjuk. A következő lehetséges megoldás h = 6, f = 12, 44 csúcs és 66 él, de nem ismert, hogy létezik-e ilyen poliéder.
Duálisa a Császár-poliéder, amit 1949-ben már felfedezett Császár Ákos. Ennek 7 csúcsa, 21 éle, és 14 háromszöglapja van, és bármely két csúcsnak van közös éle.

## Szobrok a nagyvilágban
- Pierre de Fermat szülőházában, Franciaország[2]
- Michigan-tó partján, USA[3]
- Questacon National Science and Technology Centre, Canberra, Ausztrália[4]
- A Bonyhádi Petőfi Sándor Evangélikus Gimnázium és Kollégium udvarában, a poliéder első nyilvános magyarországi köztéri szobra[5][6]
- Heptaéder-díj a legkreatívabb osztályközösségnek. Rozsdamentes acélszobor az Orosházi Táncsics Mihály Gimnáziumban. Minden évben vándordíjként adják át a legkreatívabb osztályközösségeknek. A díj mellé egy 100 eurós jutalom is jár, melyet Szilassi Lajos ajánl fel.[7]